# ATC kód L
ATC kód L je oddílem Anatomicko-terapeuticko-chemické klasifikace léčiv.
L. Antineoplastika a imunomodulující léčiva
- L01 - Cytostatika
- L02 - Endokrinní terapie
- L03 - Imunomodulační látky
- L04 - Imunosupresiva